# Кровные узы (фильм, 2020)
«Кро́вные у́зы» (англ. Let Him Go) — американский художественный фильм режиссёра Томаса Безучи по его же сценарию с Кевином Костнером и Дайан Лейн в главных ролях Его премьера состоялась в ноябре 2020 года.

## Сюжет
Литературной основой фильма стал роман Ларри Уотсона. Главные герои — отставной шериф Джордж Блэкледж и его жена Маргарет, потерявшие когда-то единственного сына. Им приходится оставить своё ранчо в Монтане и отправиться в Дакоту, чтобы спасти внука, попавшего в плохую семью. Джордж погибает, но Маргарет возвращается домой с внуком и невесткой.

## В ролях
- Кевин Костнер — Джордж Блэкледж
- Дайан Лейн — Маргарет Блэкледж
- Лесли Мэнвилл — Бланш Уибой
- Джеффри Донован — Билл Уибой
- Бубу Стюарт — Питер Драгсвулф
- Брэдли Страйкер — шериф Невельсон

## Создание и оценки
О начале работы над фильмом стало известно в феврале 2019 года; с самого начала предполагалось, что главные роли сыграют Кевин Костнер и Дайан Лейн. Съёмки начались в апреле 2019 года в Калгари в Канаде. 21 августа 2020 года появился первый трейлер фильма, 6 ноября 2020 года картина вышла в прокат.
«Кровные узы» собрали в прокате 11,6 млн долларов США (в том числе 9,4 млн в США и Канаде). На сайте-агрегаторе рецензий Rotten Tomatoes фильм получил рейтинг 84 % со средней оценкой 7/10. Консенсус критиков этого ресурса гласит: «Неровная смесь взрослой драмы и триллера о мести сглаживается сильной работой солидного актерского состава-ветеранов». На Metacritic картина получила оценку 63 из 100, то есть «в целом благоприятную». Зрители, опрошенные CinemaScore, оценили её в среднем на «В−» по шкале от А+ до F.
Оуэн Глейберман из Variety похвалил игру Костнера и Лейн, написав, что они «выкладываются на все сто в жанровом фильме, где напряженность сочетается с искренними эмоциями». Барри Херц, автор статьи для The Globe and Mail, дал фильму 3 звезды из 4, охарактеризовав его как «искусно выполненный триллер, ориентированный исключительно на... аудиторию старше 50 лет, которой нравится немного насилия в драмах о старости, но успешно развлекающий практически любого, кто сталкивается с его пыльным, пропитанным кровью путём».